# Englmannsberg (Reisbach)
Englmannsberg ist ein Ortsteil des Marktes Reisbach im niederbayerischen Landkreis Dingolfing-Landau (Bayern), und eine Gemarkung im nördlichen Gemeindegebiet.

## Geographie
Das Pfarrdorf befindet sich auf freier Flur, ungefähr 2 Kilometer nördlich von Reisbach.

## Geschichte
Die katholische Pfarrkirche St. Willibald ist eine Saalkirche mit eingezogenem Chor und Südturm, die im Kern vom Anfang des 12. Jahrhunderts stammt, Chor und Turm wurden 1487 erbaut.
Von der Gemeindeerhebung durch das bayerische Gemeindeedikt von 1818 bis zum 1. April 1971 war Englmannsberg mit seinen Ortsteilen eine selbstständige Gemeinde mit (Stand 1970) 429 Einwohnern und 13,5023 km² Fläche im ehemaligen Landkreis Dingolfing.